# Africa ecuatorială

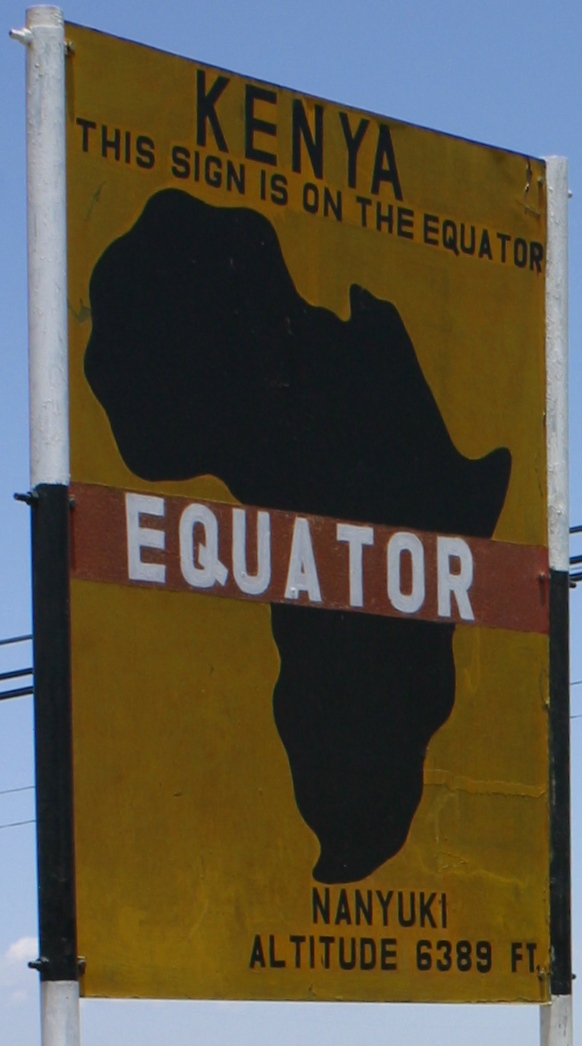
Panou în Kenya, care indică ecuatorul

Africa ecuatorială este constituită din ansamblul teritoriilor situate în regiunea africană traversată de ecuator.

## Țări traversate de ecuator
Țările direct traversate de ecuator sunt:
- São Tomé și Príncipe; ecuatorul atinge (poate) vârful de nord-est al insulei Rolas, situat la 5 km la sud de insula São Tomé.
- Gabon
- Republica Congo
- Republica Democrată Congo, la Wangata, periferie a orașului Mbandaka
- Uganda
- Kenya
- Somalia

Majoritatea țărilor limitrofe sunt uneori considerate și ele ca făcând parte din acest ansamblu al țărilor Africii ecuatoriale.

## Istorie
Africa Ecuatorială Franceză (în franceză Afrique équatoriale française, prescurtat AEF), a fost o federație de posesiuni coloniale (Gabon, Congo Mijlociu, în franceză: Moyen-Congo (iar acum Republica Congo), Oubangui-Chari (acum Republica Centrafricană) și Ciad), din 1910 până în 1959.
Africa Ecuatorială Franceză era o guvernare generală regrupând în sânul unei aceleiași federații patru colonii franceze din Africa centrală între 1910 și 1958.
Constituită în mai multe etape și întinzându-se din deșertul Sahara până la fluviul Congo și de la oceanul Atlantic până la munții Darfour, ea reunea în final Gabon, Congo-Mijlociu (din care o parte corespunde în Gabon, o alta în actuala Republică Congo), Ciad și Oubangui-Chari (devenit Republica centrafricană). Suprafața sa atingea 2.500.000 kilometri pătrați, adică de circa patru ori cea a Frantei. Capitala sa era Brazzaville (Republica Congo), resedința guvernatorului general.
O organizație comparabilă, Africa Occidentală franceză (în franceză Afrique occidentale française, prescurtat AOF), era deja instaurată în Africa de Vest în 1895.

## Geografie și climă
Cea mai mare parte a Africii Ecuatoriale franceze se întindea pe un platou granitic, încadrat de masivele Tibesti, Ouadaï și Fertit la nord-est, Darfour la est și de munții de Cristal și Mayombe la sud-vest. Două depresiuni ocupau părțile centrală și meridională a teritoriului: cea din Ciad, străveche mare secată din care a mai rămas lacul Ciad, și cea din Congo, parcursă de fluviul cu același nume și principalii săi afluenți (Oubangui, Sangha, Alima). O câmpie litorală se întindea din partea continentală a Guineei-Spaniole (astazi Guinea ecuatorială) până la fluviul Congo. Altitudinea maximă a Africii Ecuatoriale franceze era Mont Emi Koussi (3415 mètres) din Tibesti.
Clima predominantă din această zonă este caldă și foarte umedă, ceea ce permite existența unor importante păduri, de unde se exploatează esențe prețioase de lemn.

## Hidrografia

### Bazinul fluviului Congo
Bazinul fluviului Congo se află în partea de vest a Africii ecuatoriale și include șase țări care se întâlnesc în marea depresiune care formează bazinul fluviului Congo sau Zair. Țările din bazinul fluviului Congo sunt Republica Congo, Republica Centrafricană, Guineea Ecuatorială, Republica Democrată Congo, Camerun și Gabon.

### Marile Lacuri
Țările care formează această regiune sunt așezate în jurul Lacului Victoria.

## Economia

### Agricultura și creșterea animalelor
Printre activitățile economice importante sunt: agricultura (se cultivă citrice, cafea, cacao, bumbac, tutun, palmieri pentru ulei, cocotieri, papaya, porumb, ceai, cartofi, trestie de zahăr, bananieri, manioc), creșterea animalelor (bovine, ovine și caprine).

### Minerit și industrie
Există și activități miniere și industriale, însă acestea au o producție modestă. Mineritul (se exploatează petrol, diamante, fier, aur și uraniu, între altele); pescuitul se practică și el în unele locuri. Există și o industrie incipientă.